# 8.º distrito local de Baja California
El 8.º distrito electoral local de Baja California es uno de los 17 distritos electorales en los que se encuentra dividido el territorio del estado de Baja California. Su cabecera es Mexicali, Capital del estado de Baja California.
Desde el proceso de redistritación de 2015, está situado en la mancha urbana de la ciudad, va desde la frontera con Estados Unidos y abarca la delegación municipal Cerro Colorado y parte de la delegación Otay Centenario y La Mesa.

## Distritaciones anteriores

### Distritación 1962
En 1962, se crea el 8.º distrito local para las elecciones de ese año. El distrito corresponde a Tijuana, específicamente el oeste de su territorio y la zona costera, la cual no estaba poblada en ese entonces. Desde 1962, dicha demarcación correspondió a esa zona hasta la distritación de 2019, mantiene el municipio, pero es recorrido aparte de la zona central-este de la ciudad.

## Diputados electos
| Legislatura | Diputado                           | Partido |
| ----------- | ---------------------------------- | ------- |
| IV          | José Vázquez Priego                |         |
| V           | Efraín Ávila García de la Cadena   |         |
| VI          | Daniel Figueroa Díaz               |         |
| VII         | José María Márquez Castro          |         |
| VIII        | Praxedis Padilla González          |         |
| IX          | Aída Baltazar Martínez             |         |
| X           | Franciscana Krauss Velarde         |         |
| XI          | Gloria Cárdenas Rendón             |         |
| XII         | Manuel Trasviña Pérez              |         |
| XIII        | Javier Moctezuma y Coronado        |         |
| XIV         | Francisco Javier Zepeda Villaseñor |         |
| XV          | José Cervantes Govea               |         |
| XVI         | Sergio Gómez Mora                  |         |
| XVII        | Laura Sánchez Medrano              |         |
| XVIII       | Carlos Enrique Jiménez Ruiz        |         |
| XIX         | Adriana Guadalupe Sánchez Mártinez |         |
| XX          | David Jorge Lozano Pérez           |         |
| XXI         | Fausto Gallardo García             |         |
| XXII        | Alfa Peñaloza Valdez               |         |
| XXIII       | Víctor Manuel Morán Hernández      |         |
| XXIV        | Sergio Moctezuma Martínez López    |         |
| XXV         | Norma Angélica Peñaloza Escobedo   |         |